# Michele Perniola
Michele Perniola, (Palagiano, 1998. szeptember 6. –) olasz énekes, aki főképp arról ismert, hogy ő képviselte San Marinót a 2013-as Junior Eurovíziós Dalfesztiválon Kijevben illetve szintén ő lett a törpeállam képviselője a 2015-ös Eurovíziós Dalfesztiválon, Bécsben Anita Simoncinivel.

## Zenei karrier
Michele Perniola 1998. szeptember 6-án született egy olasz kisvárosban, Palagianóban, ahol jelenleg is él szüleivel és két lánytestvérével.
2012-ben megnyerte a Ti lascio una canzone című olasz tehetségkutató-műsort. 2013-ban a san marinoi közszolgálati televízió felkérésére ő képviselte a debütáló törpeállamot a Junior Eurovíziós Dalfesztiválon Kijevben a O-o-O Sole Intorno a Me (magyarul: O-o-O Napfény körülöttem mindenhol) című dalával.
2015-ben ő képviselte San Marinót a 60. Eurovíziós Dalfesztiválon, Bécsben Anita Simoncinivel, akivel a Chain of Light című dalt adták elő a május 21-i második elődöntőben. A tizenhét résztvevős elődöntőben az utolsó előtti, tizenhatodik helyen végeztek, így nem jutottak be a dalverseny döntőjébe.

## Diszkográfia

### Kislemezek
| Év   | Cím                                               | Album                  |
| ---- | ------------------------------------------------- | ---------------------- |
| 2013 | O-o-O Sole Intorno a Me                           | Nem jelent meg albumon |
| 2015 | Chain of Light (Anita Simoncini közreműködésével) | Nem jelent meg albumon |